# Idactus paramaculicornis
Idactus paramaculicornis es una especie de escarabajo longicornio del género Idactus, tribu Ancylonotini, subfamilia Lamiinae. Fue descrita científicamente por Breuning en 1973.

## Descripción
Mide 14 milímetros de longitud.

## Distribución
Se distribuye por Pakistán.